# 布雷索勒
布雷索勒（法語：Bressols，法語發音：[bʁɛsɔl]）是法国奥克西塔尼大区塔恩-加龙省的一个市镇，位于该省中南部，塔恩河左岸，属于蒙托邦区和大蒙托邦城市圈公共社区。

## 地理
布雷索勒（43°58'5"N, 1°20'17"E）面积20.39 平方千米，位于法国奧克西塔尼大區塔恩-加龙省，该省份为法国西南部内陆省份，北起顺时针与洛特省、阿韦龙省、塔恩省、上加龙省、热尔省和洛特-加龙省接壤。
与布雷索勒接壤的市镇（或旧市镇、城区）包括：蒙托邦、圣皮埃尔堡、拉库尔圣皮埃尔、蒙巴尔捷、蒙泰什。

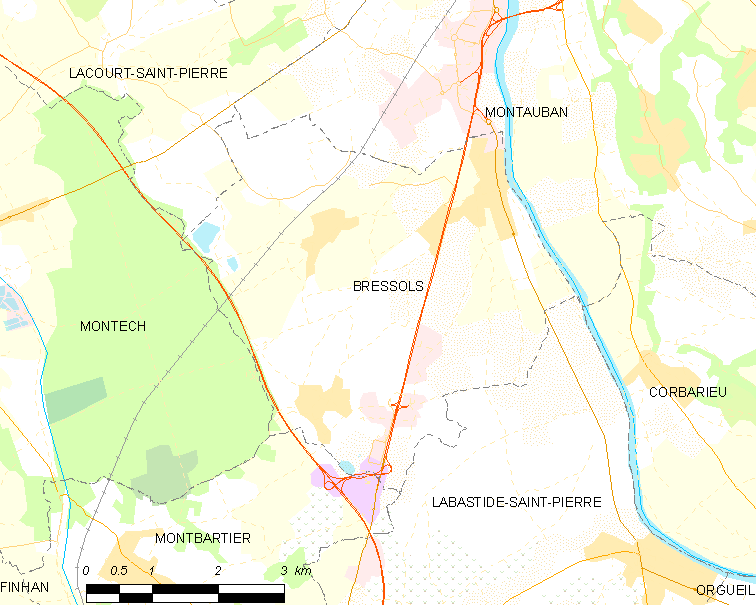
布雷索勒的OSM定位图

布雷索勒的时区为UTC+01:00、UTC+02:00（夏令时）。

## 行政
布雷索勒的邮政编码为82710，INSEE市镇编码为82025。

## 政治
布雷索勒所属的省级选区为蒙泰什县。

## 人口

1962-2008年间布雷索勒人口变化图示

布雷索勒于2022年1月1日时的人口数量为3883人。